# Rudolf-Baumbach-Hütte
Die Rudolf-Baumbach-Hütte ist eine Schutzhütte der Sektion Meiningen des Deutschen Alpenvereins (DAV). Sie liegt in der Rhön in Deutschland. Es handelt sich um eine Selbstversorgerhütte. Sie ist ganzjährig geöffnet.

## Geschichte
Die Sektion Meiningen wurde am 13. November 1889 in Meiningen als Sektion Meiningen des Deutschen und Österreichischen Alpenvereins (DuOeAV) gegründet.
Für die Sektion Meiningen war im Jahr 1998 ein Höhepunkt der Erwerb einer Mittelgebirgshütte. Am 15. Juni 1998 fand die notarielle Unterzeichnung eines Erbbaurechtsvertrages mit dem Freistaat Thüringen statt. Dieser Vertrag beinhaltet ein eingetragenes Erbbaurecht über 60 Jahre und die Nachfahren der Sektion haben die Möglichkeit des käuflichen Erwerbs. Pünktlich zur Sonnwendfeier 1998 konnte man die Hütteneröffnung feiern, die Hütte bekam den Namen Glasberghütte nach dem in unmittelbarer Nähe gelegenen Glasberg. Noch im gleichen Jahr begann man mit der Renovierung und Umgestaltung des ehemaligen Winterdienststützpunktes. Später fand eine Umbenennung der Hütte statt, man nannte sie jetzt nach dem in Meiningen verstorbenen Heimatdichter und Bergfreund Rudolf Baumbach. Im Jahr 2012 fanden wieder Sanierungsarbeiten und Erneuerungen statt, komplett neue Verkabelung der Stromanschlüsse, neue Fußböden, Erneuerung der Anschlüsse für Wasser und Abwasser und sonstige Malerarbeiten und Reparaturen.

## Lage
Die Rudolf-Baumbach-Hütte befindet sich rund 20 Straßenkilometer von Meiningen entfernt zwischen den Orten Friedelshausen und Oepfershausen im Landkreis Schmalkalden-Meiningen in Thüringen.

## Zustieg
Es existiert ein Parkplatz am Haus, für ca. 10 PKW.

## Tourenmöglichkeiten
- Extratour Vorderrhönweg – Wasungen – Rhön, Wanderung, Rhön (Mittelgebirge), 14 km, 4 Std.
- Thüringer Rhön – Rundwanderung Rudolf-Baumbach-Hütte, Wanderung, Rhön (Mittelgebirge), 17,3 km, 5 Std.[4]

## Klettermöglichkeiten
- Steinwand
- Klettern an der Steinwand – Wasserkuppe Rhön.[5]

## Skifahren
- Skigebiete der Rhön

## Karten
- Kompass Karten 460 Rhön: 2 Wanderkarten 1:50.000 im Set inklusive Karte zur offline Verwendung in der KOMPASS-App. Fahrradfahren. Landkarte – Gefaltete Karte. ISBN 978-3-99044-604-1
- Kompass Karten 463 Der Hochrhöner – Premiumweg: Wanderkarte mit Kurzführer und Radwegen. GPS-genau. 1:50.000: Wandern, Rad. GPS-genau Taschenbuch – Gefaltete Karte. ISBN 978-3-85026-185-2